# Oyèrónkẹ Oyěwùmí
Oyèrónkẹ Oyěwùmí est une chercheuse nigériane et professeure associée de sociologie à l'Université de Stony Brook. Elle a étudié à l'Université d'Ibadan et à l'Université de Californie à Berkeley.
Son livre The Invention of Women: Making an African Sense of Western Gender Discourses (1997) a remporté le prix Distinguished Book Award dans la catégorie Genre et Sexe de l'Association américaine de sociologie. Dans ce livre, elle propose une critique postcoloniale de la domination occidentale dans les études africaines, par exemple en écrivant que « malgré un grand nombre d’études défendant l’idée contraire, le genre n'était pas un principe d'organisation de la société Yoruba avant la colonisation par l'Occident »,. Elle se distingue du féminisme et s'inscrit plutôt dans l'africana womanism. 

## Caractéristiques de son travail
Le travail interdisciplinaire d'Oyèrónkẹ met en exergue un point de vue africain, qui reste largement sous-représenté dans les milieux universitaires. Une grande partie de ses recherches et de ses publications a utilisé des expériences africaines pour éclairer des questions théoriques concernant un large éventail de disciplines, dont la sociologie, la science politique, les études sur les femmes, la religion, l'histoire, la littérature, le tout dans un effort pour inclure les cultures non occidentales dans les recherches savantes. Dans tout son travail, Oyèrónkẹ Oyěwùmí tente de fournir une compréhension plus nuancée de ces sociétés, évitant ainsi les formulations réductionnistes.
En 2010, elle a reçu une invitation du Centre d'Études sur le Genre de l'Université du Kazakhstan pour faire partie d'un groupe international de travail sur un projet sur le genre, les nations et la fin du colonialisme en Asie Centrale.
Dans sa thèse The Invention of Women: Making an African Sense of Western Gender Discourses (1997), elle défend que la catégorie de "femme" est une invention occidentale qui n'existe pas dans certaines sociétés africaines, comme dans la société Yoruba qu'elle a étudié et dont elle est originaire. 
Elle invite à repenser la pertinence de concepts ayant été forgés à partir d'un concept socio-historique donné, comme le sexe et le genre, lorsque l'on étudie des sociétés non-occidentales. Dans la langue traditionnelle Yoruba, les marqueurs de genre n'existent pas. C'est la colonisation anglaise qui a imposé l'adoption de termes basés sur la construction du genre en Occident. Par conséquent, le genre, de même que la catégorie de femme, sont des concepts occidentalo-centrés qui n'ont rien d'universels. 

## Œuvre
- (en) Oyèrónkẹ́ Oyěwùmí, The Invention of Women : Making an African Sense of Western Gender Discourses, Minneapolis, University of Minnesota Press, 1997, 229 p. (ISBN 978-0-8166-2441-6, lire en ligne)

- (en) Oyèrónkẹ́ Oyěwùmí, African Women and Feminism : Reflecting on the Politics of Sisterhood, Trenton, NJ, Africa World Press, 2003, 273 p. (ISBN 978-0-86543-628-2)

- (en) Oyèrónkẹ́ Oyěwùmí, Gender epistemologies in Africa : gendering traditions, spaces, social institutions, and identities, New York, Palgrave Macmillan, 2010, 244 p. (ISBN 978-0-230-62345-3)

- African Gender Studies Reader (éditrice), Palgrave: New York (2005).